# Supertaça Portuguesa de Futebol Feminino de 2016
A Supertaça Portuguesa de Futebol Feminino de 2016 foi a 2ª edição da Supertaça Portuguesa de Futebol Feminino. 
Opôs o Clube Futebol Benfica, enquanto vencedor da Liga Allianz de 2015–16 e da Taça de Portugal de 2015–16, ao Valadares Gaia, finalista vencido da Taça de Portugal Feminina.
A partida foi disputada a 3 de setembro de 2017 no Estádio Municipal da Marinha Grande.
O Valadares Gaia venceu o CF Benfica por 1–0, conquistando a 1ª Supertaça da sua história.

## Partida
| 3 de setembro de 2016 | Clube Futebol Benfica | 0 – 1 | Valadares Gaia FC | Estádio Municipal da Marinha Grande |
| 16:00                 |                       |       | Guita 61'         | Árbitro: Ana Araújo                 |

## Campeão
| Supertaça de Futebol Feminino de 2017 |
| ------------------------------------- |
| (1º Título)                           |